# 哈八儿秃 (薛亦氏)
哈八兒禿（Qabultu，?—?），元朝军事人物，薛亦氏。
哈八兒禿跟随蒙哥大汗攻打釣魚山有功。回军，效忠于忽必烈，又跟随親王塔察兒北征阿里不哥，充任千戶所都鎮撫。又跟随千戶脫倫南征南宋，在战争中身亡。其子察罕。

## 延伸阅读
[在维基数据编辑]
 《元史·卷123》，出自宋濂《元史》